# Lastreopsis coriaceosquamata
Lastreopsis coriaceosquamata är en träjonväxtart som beskrevs av Rakotondr. Lastreopsis coriaceosquamata ingår i släktet Lastreopsis och familjen Dryopteridaceae. Inga underarter finns listade.